# باربرا كلفرلي
باربرا كلفرلي (بالإنجليزية: Barbara Cleverly)‏ (24 مايو 1940، إنجلترا في المملكة المتحدة)؛ روائية بريطانية. درست في جامعة درم.